# Ebbamåla bruk

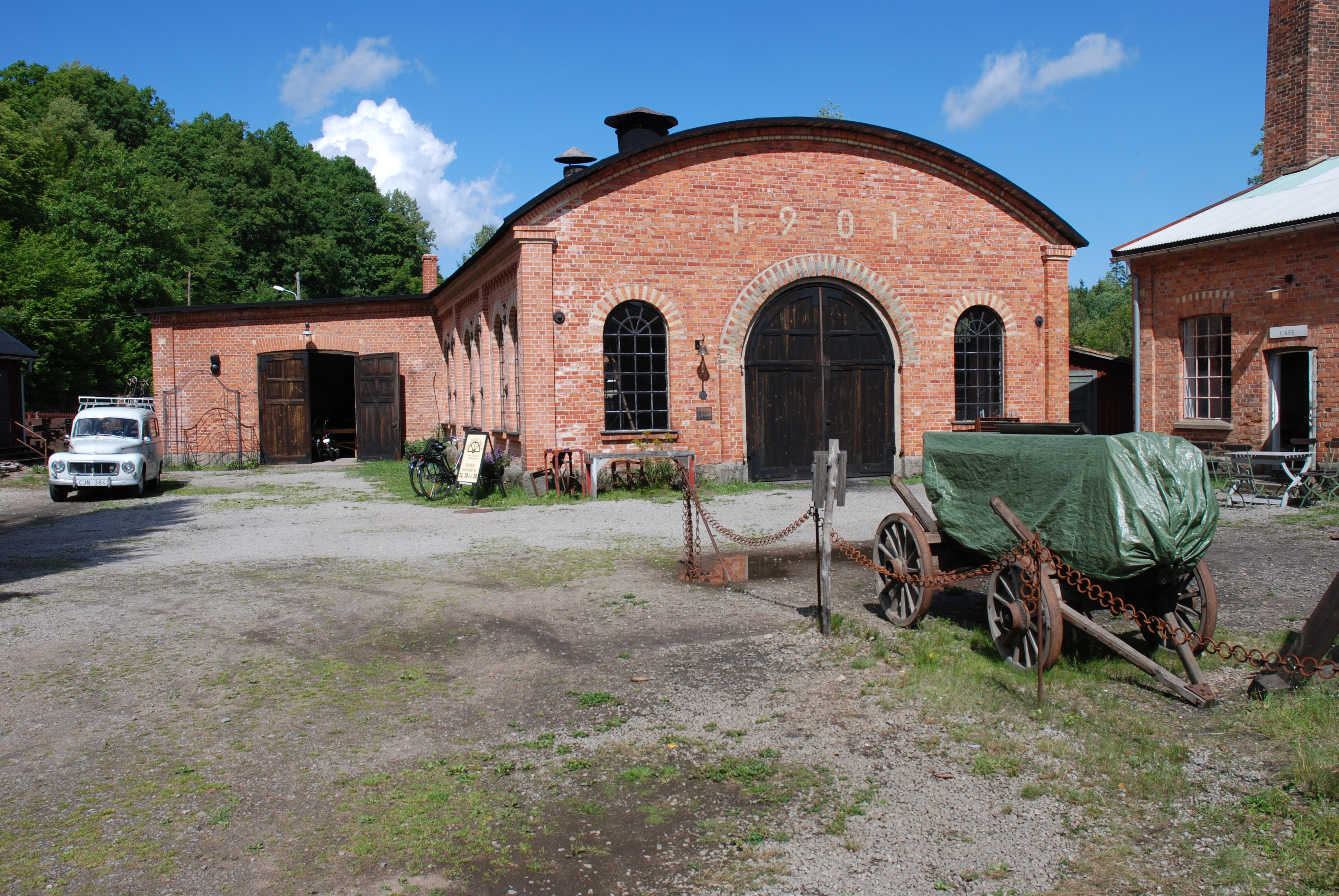
Gjuteribyggnaden från 1901.

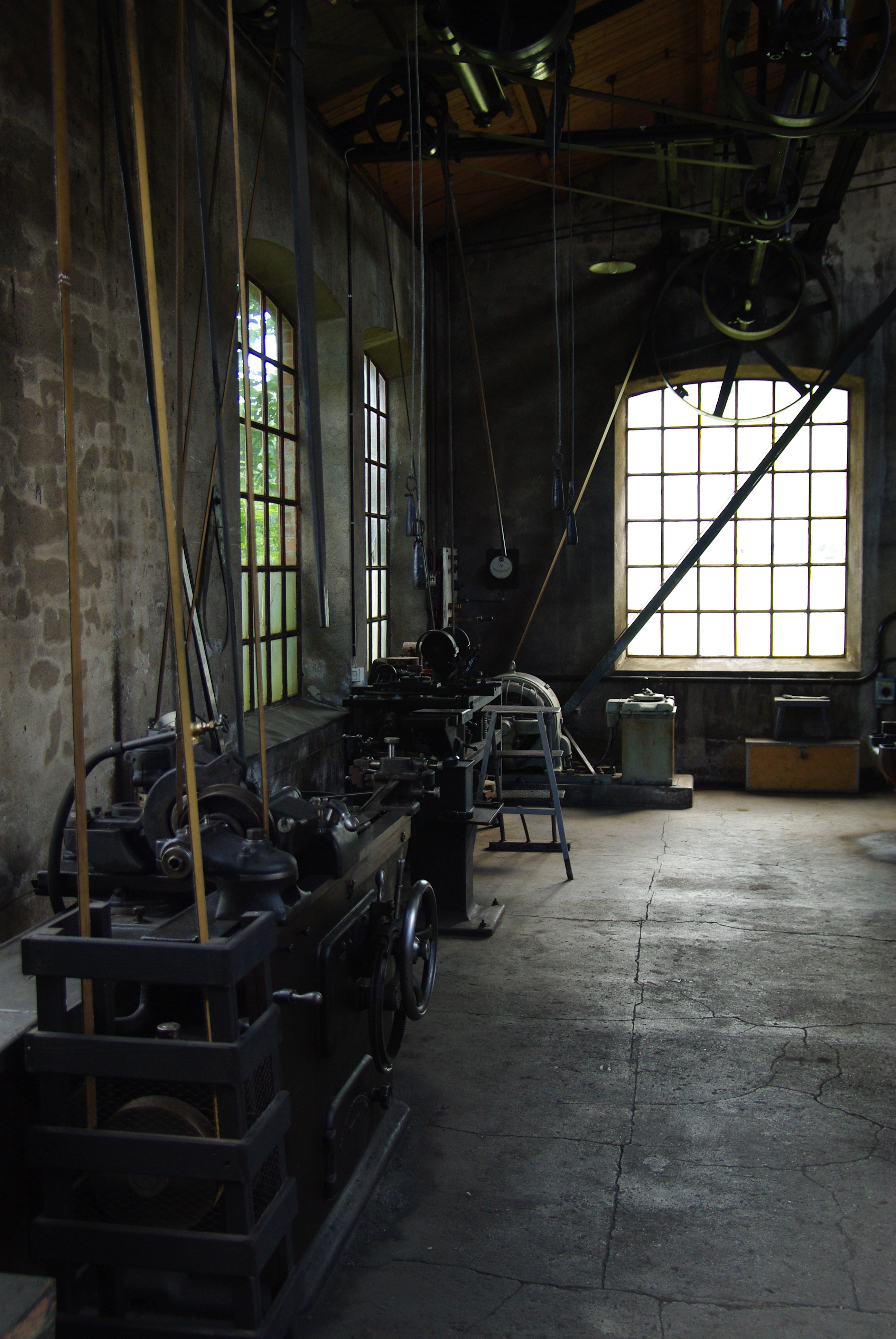
Den mekaniska verkstaden med fungerande remdrift.

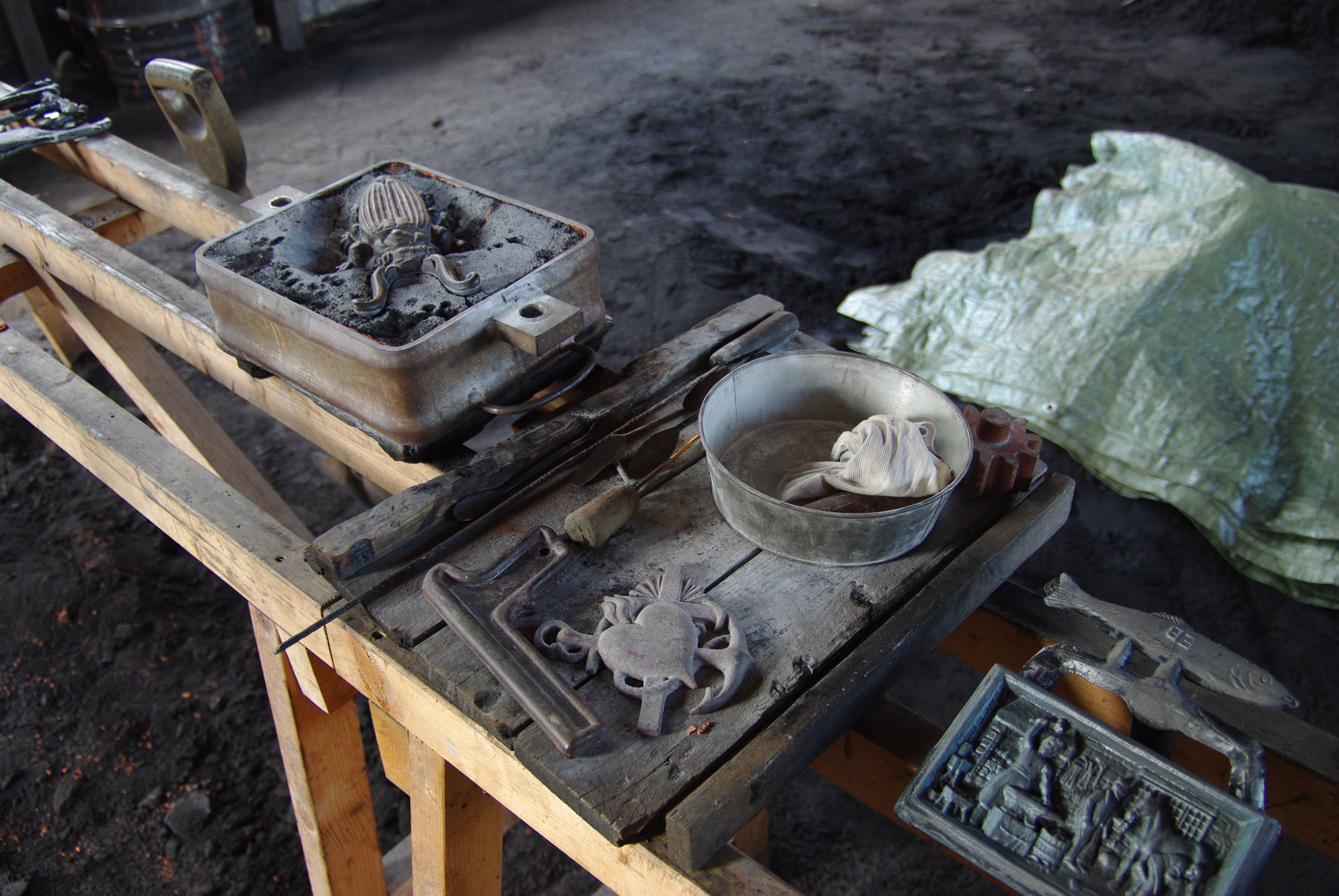
Verktyg och ämnen i gjuteriet.

Ebbamåla bruk är ett industriminne och museum i byn Ebbamåla i Kyrkhults socken, Olofströms kommun i Blekinge.

## Ebbemåla Gjuteri och Mek. Verkstad
Företaget grundades år 1885 av August och Johanna Sandberg, som då återvänt från USA med några års erfarenhet av modern gjuteriteknik inom amerikansk industri. Ett stålgjuteri, en smedja och en mekanisk verkstad för bearbetning av gjutgods anlades år 1886 vid Mörrumsån i bondbyn Ebbamåla, som vid 1800-talets mitt bestod av tre gårdar och där det år 1803 uppförts en vattendriven kvarn. På andra sidan ån anlades 1874 järnvägen mellan Karlshamn och Vislanda. Huvudråvaran tackjärn levererades från Åminne bruk söder om Värnamo.
I början tillverkade företaget standardprodukter som ugnar, parkbänkar och vagnsnav. Det kom senare att utveckla egna maskinkonstruktioner, inte minst för den då nya svenska potatisstärkelseindustrin samt för trä- och stenföretag. Somliga maskiner var av eget patent, till exempel storsäljaren en hyvel för träullstillverkning. Företaget växte till ett 30-tal anställda och sålde också på export.
Den första verkstaden var i bruk till år 1927, då den nuvarande byggdes. Gjuteribyggnaden är från år 1901. Omkring år 1880 uppfördes en amerikainspirerad direktörsbostad och år 1927 ett vattenkraftverk, som fortfarande är i drift.
Företaget fortsatte under ledning av familjemedlemmar efter August Sandbergs död år 1900. Driften lades ned i december 1966, men anläggningen stod därefter kvar i stort sedd orörd.

## Ebbamåla bruk idag
Fastigheten köptes år 1996 för att användas som lagerlokal för importvaror. Därefter sattes byggnaderna i stånd och restaurerades produktionsutrustningen.
I maskinverkstaden finns bland annat Sveriges äldsta svarv, tillverkad i USA år 1850.
Ebbamåla bruk blev byggnadsminne 1996 och fick Svenska Industriminnesföreningens pris Årets industriminne året därpå. Det fick 2007 Svenska Byggnadsvårdsföreningens utmärkelse Årets byggnadsvårdare.
Arbetslivsmuseet drivs som ett familjeägt företag, Ebbamåla Bruk AB. Begränsad tillverkning samt kursverksamhet bedrivs i gjuteri och smedja. Det restaurerade arbetarbostadshuset Gjutarhuset från 1890-talet, ursprungligen med tre tvårumslägenheter och ett antal ungkarlsrum, används som vandrarhem.

### Fotnoter
1. 1 2  Annika Spåhl: Ebbamåla Bruk Arkiverad 28 februari 2007 hämtat från the Wayback Machine. på Länsstyrelsens i Blekinge län webbplats
2. 1 2  Magdalena Tafvelin Heldner: Ebbamåla Bruk Arkiverad 11 oktober 2008 hämtat från the Wayback Machine. på Svenska Industriminnesföreningens webbplats
3. ↑  Sydöstran den 6 juni 2000